# Tel Dan

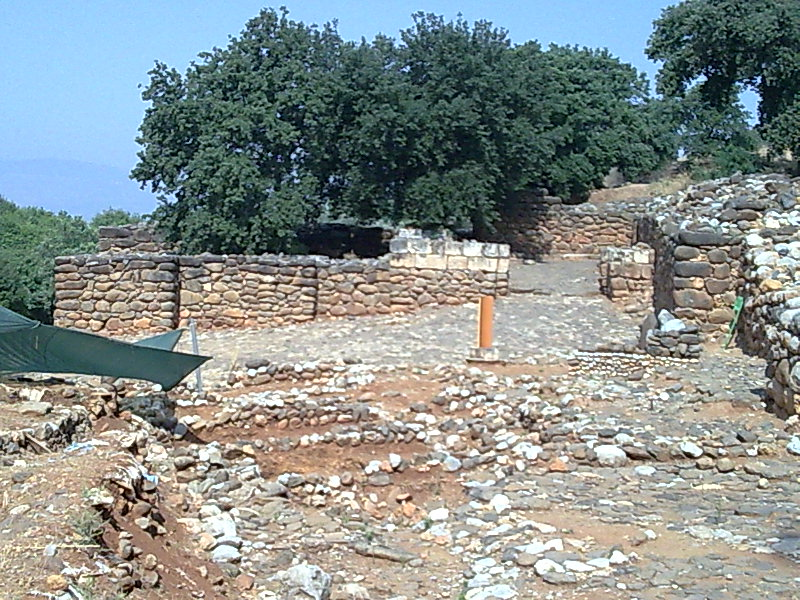
Pozůstatky jižní brány z doby železné

Tel Dan (hebrejsky: תל דן, tedy doslova „mohyla Dan“, či Tel el-Kadi, arabsky: تل القاضي, doslova „mohyla Soudců“ – tedy doslovný překlad hebrejského názvu, neboť Dan též znamená „soudce“ či „ten, který soudí“) je izraelský tel zahrnující pozůstatky starověkého města Dan (hebrejsky: דן‎), které Bible zmiňuje jako nejsevernější město Izraelského království, náležející kmeni Dan. Místo současného Tel Dan s biblickým městem poprvé v roce 1838 identifikoval Edward Robinson. Kniha Soudců (18:27-29) uvádí, že před dobytím města Izraelity bylo město známé jako Lajiš, zatímco kniha Jozue (19:47) uvádí název Lešem.
Nachází se v oblasti známé jako „galilejský prst/prst Galileje“ nedaleko kibucu Dan. Západně se rozkládá jižní část pohoří Libanon, zatímco východně a severně se nachází pohoří Antilibanon. Tající sníh z blízkých hor tvoří většinu vod řeky Jordán a má za následek velkou úrodnost zdejší oblasti. Díky tomu je okolí města bohaté na bujnou vegetaci, i přes to, že se jinak nachází v aridní oblasti. Vzhledem ke své poloze při hranicích s Libanonem bylo toto místo v minulosti předmětem sporů, naposledy během šestidenní války v roce 1967.
Podle archeologických vykopávek bylo město obývané již v pozdním neolitickém období (zhruba 4500 př. n. l.), avšak někdy ve 4. tisíciletí př. n. l. bylo na téměř tisíc let opuštěné.

## Stéla z Tel Danu

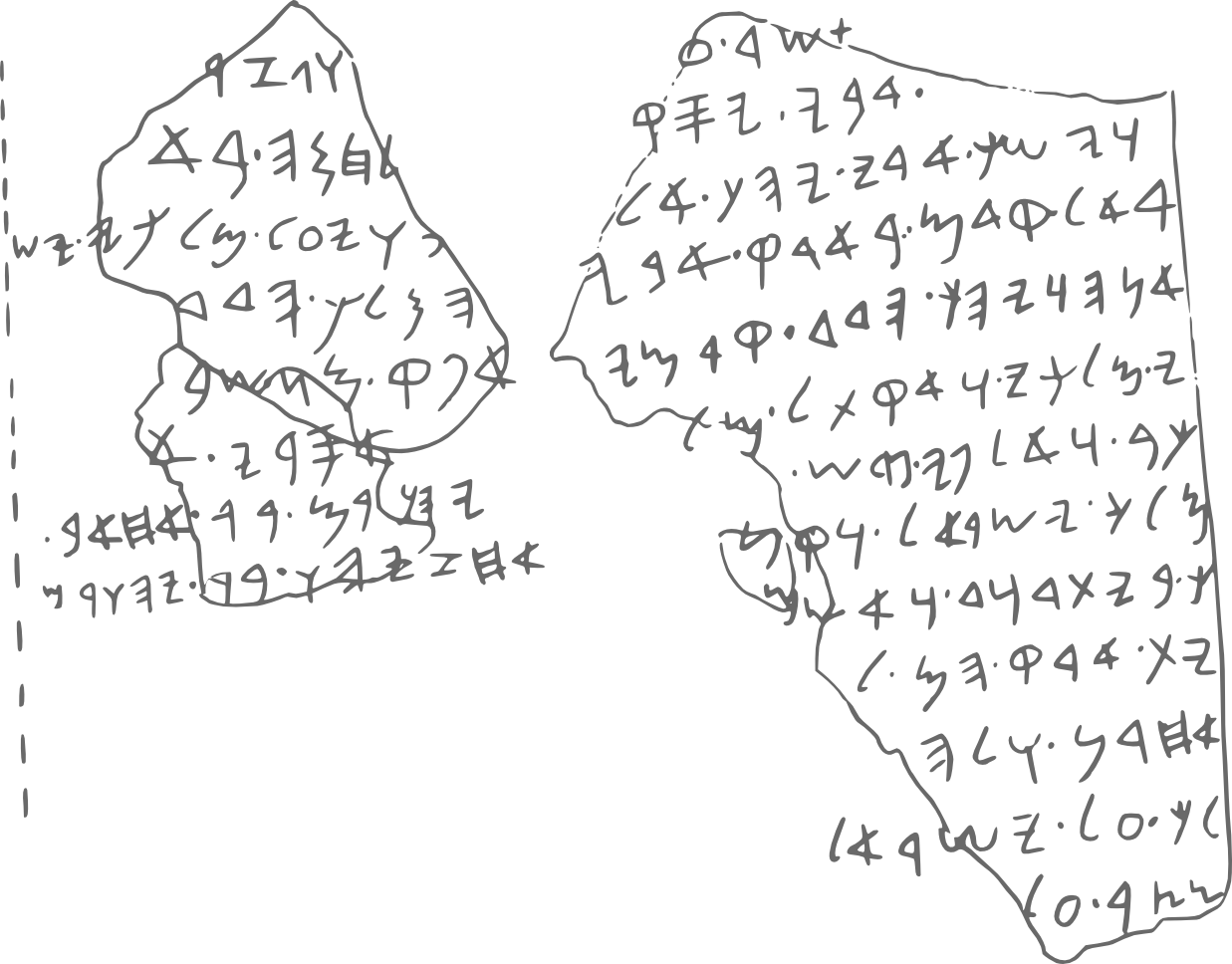
Nápisy ze stély z Tel Danu

V letech 1966 až 1993 na tomto místě probíhaly archeologické vykopávky, čímž se Tel Dan stal nejdéle archeologicky zkoumaným územím v Izraeli.
Během archeologického pátrání byla v červenci 1993 odhalena černá čedičová stéla, vztyčená pravděpodobně aramejským králem, obsahující připomínku vítězství nad místními starověkými národy, včetně krále „Izraele“ a krále z „domu Davida“ (tj. z jeho rodu). Rekonstruovaný poškozený aramejský text zní …Zabil jsem Jehorama, syna Achaba, krále Izraele, a zabil jsem Achazjáše, syna Jehoráma, krále z rodu Davidova…
Stéla je datovaná před polovinu 9. století př. n. l. Její autor je neznámý, možná šlo o damašského krále Chazaela nebo jednoho z jeho synů. Text dokládá, že minimálně některé příběhy a jména starozákonních královských knih mají historický základ. Nejdůležitější je „dům Davidův“, jediná starověká zmínka dynastie krále Davida mimo Starý zákon. Dokládá, že již v 1. polovině 9. století vládci legitimizovali svou moc na základě příslušnosti k rodu Davida.